# Vizcondado de Val de Erro
El vizcondado de Val de Erro o Valderro es un título nobiliario español creado el 15 de mayo de 1408 por el rey Carlos III de Navarra, el Noble, a favor de Mosén Bertrán (o Beltrán) de Ezpeleta y Garro, señor de Ezpeleta; le fue otorgado el vizcondado en reconocimiento a los servicios prestados al rey Carlos II de Navarra, por su bisabuelo Mosén Miguel de Echáuz, señor de Val de Erro. Bertrán de Ezpeleta y Garro, era hijo de Oger de Garro y Chatillón -de linaje Agramont (Agramonte)- Merino de Thelousetle y San Maruricio, caballerizo de Carlos II y Carlos III y Baylio del País de Labourd, y de su esposa Juana de Ezpeleta y Echáuz, baronesa de Ezpeleta, señora de Ezpeleta, de Valderro y de Gallipienzo. Al heredar de su madre, Bertrán alteró el orden de sus apellidos.

## Armas
Contracuartelado en cruz: 1 y 4 , las armas de Navarra; 2 y 3, las armas de Francia antigua, con la banda brochante y componada de plata y de gules de la casa de Evreux. Sobre el todo, escusón de plata, con un león rampante, de gules, membrado y linguado de lo mismo, que es Ezpeleta. 

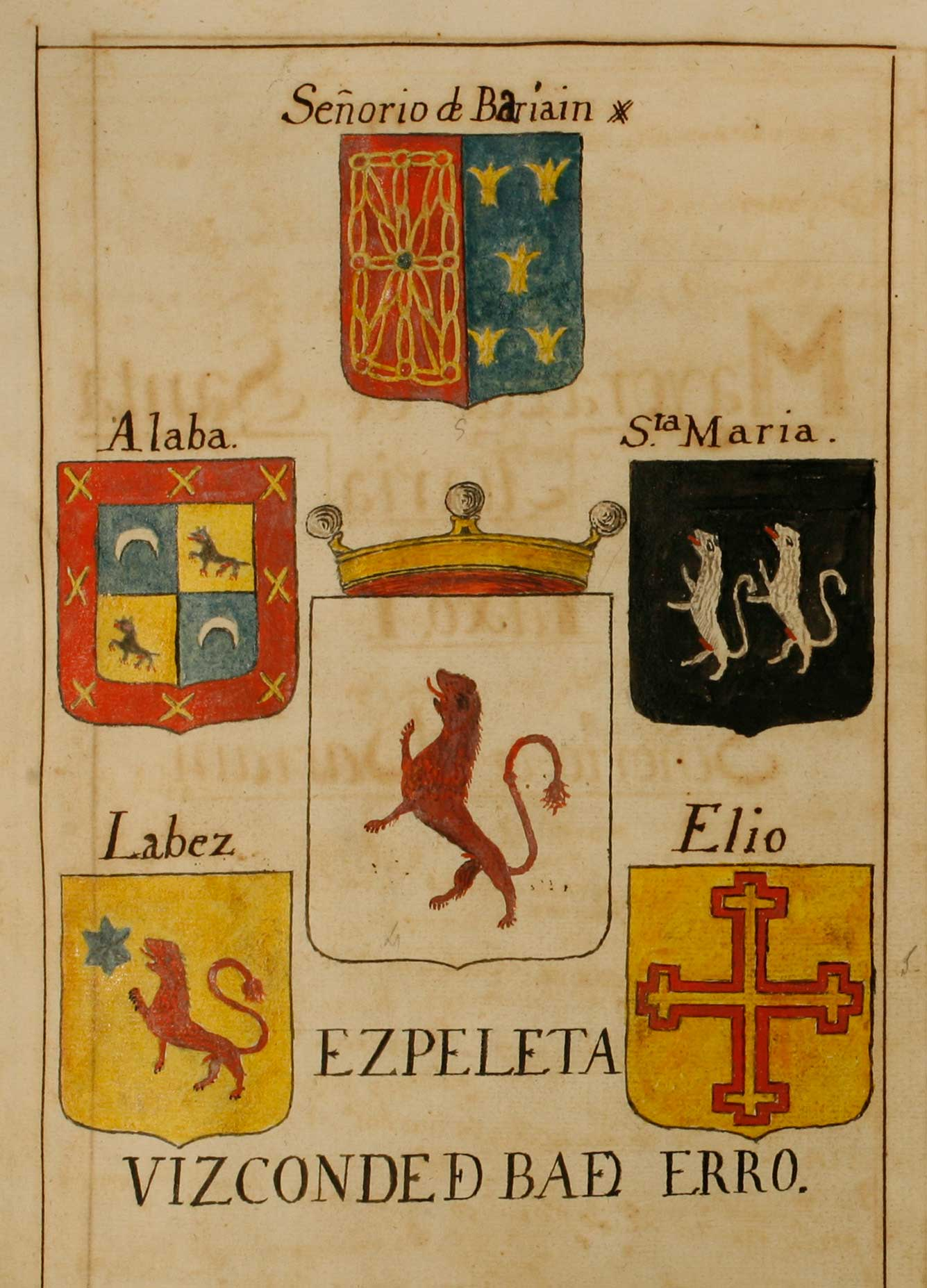
Armas del vizcondado de Val de Erro en 1775

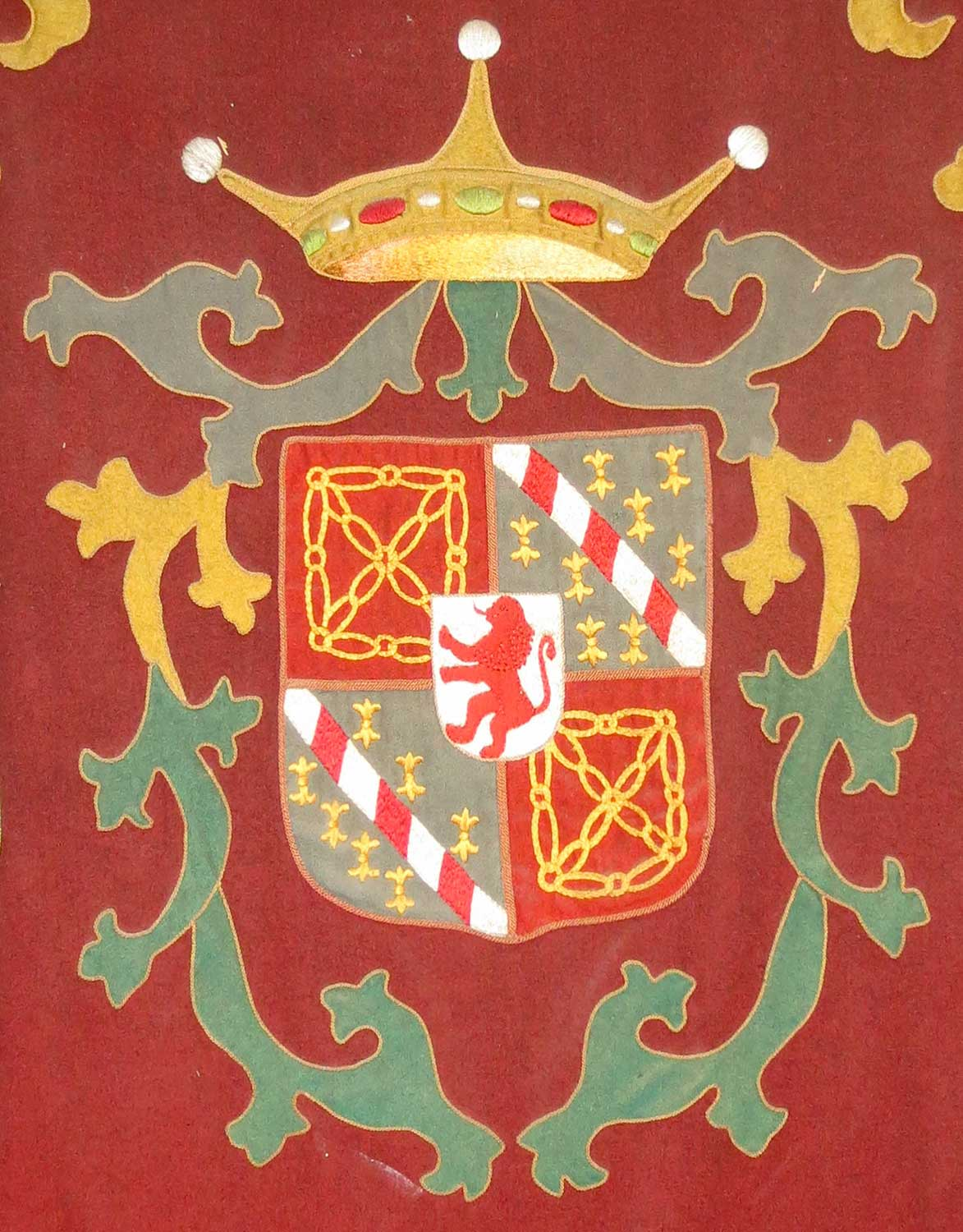
Repostero de finales del con el escudo de armas del vizcondado de Val de Erro

## Vizcondes de Val de Erro
|                                    | Titular                                                              | Periodo                            |
| Creación por Carlos III de Navarra | Creación por Carlos III de Navarra                                   | Creación por Carlos III de Navarra |
| ---------------------------------- | -------------------------------------------------------------------- | ---------------------------------- |
| I                                  | Mosén Bertrán (o Beltrán) de Ezpeleta y Garro                        | 1408-¿?                            |
| II                                 | Juan de Ezpeleta y Villaespesa                                       | ¿?-1471                            |
| III                                | Mosén Juan de Ezpeleta y Navarra                                     | 1471-1514                          |
| IV                                 | Mosén León de Ezpeleta y Echáuz                                      | 1514-1532                          |
| V                                  | Francisco de Ezpeleta y Góngora                                      | 1532-1551                          |
| VI                                 | Pedro de Ezpeleta y Luxa                                             | 1551-¿?                            |
| VII                                | Bertrán de Ezpeleta y de La Motte                                    | ¿?-¿?                              |
| VIII                               | Jerónima Alodia de Ezpeleta y Góngora                                | ¿?-1670                            |
| IX                                 | Pedro Gaspar Enríquez de Lacarra-Navarra y Ezpeleta                  | 1670-1700                          |
| X                                  | Pedro José de Aguirre y Enríquez de Lacarra-Navarra                  | 1702-¿?                            |
| XI                                 | José Joaquín de Aguirre y Abarca                                     | ¿?-¿?                              |
| XII                                | José María de Aguirre y Enríquez de Lacarra-Navarra                  | ¿?-1764                            |
| XIII                               | Joaquina Regalada de Aguirre y Veráiz de Enríquez de Lacarra-Navarra | 1765-1823                          |
| XIV                                | Fausto María de Elío y Aguirre                                       | 1823-1825                          |
| XV                                 | Francisco Javier de Elío y Jiménez-Navarro                           | 1826-1863                          |
| XVI                                | Fausto León de Elío y Mencos                                         | 1863-1890                          |
| XVII                               | Luis Joaquín de Elío y Magallón                                      | 1890-1917                          |
| XVIII                              | Rafael de Elío y Gaztelu                                             | 1928-1975                          |
| XIX                                | Francisco Xavier de Elío y de Gaztelu                                | 1976-2016                          |
| XX                                 | Inés de Elío y de Gaztelu                                            | 2017-2020                          |
| XXI                                | Santiago Mendaro y Elío                                              | 2020-actual titular                |

## Historia de los vizcondes de Val de Erro
- Mosén Bertrán de Ezpeleta, I vizconde de Val de Erro (m. antes de 1460), señor de Ezpeleta, Gostoro, Amotz, el castillo y villa de Peña, Tajonar, Beire y otros estados, mayordomo mayor de los reyes Carlos III de Navarra y Juan II de Aragón consejero del príncipe Carlos de Viana y caballerizo de su esposa Inés de Clèves, fue armado caballero por el rey Carlos III en 1408, quien en el 15 de mayo de dicho año expidió la real carta donde le confirmaba la donación de la tierra de Val de Erro, elevándola a categoría de vizcondado.[2]

Casó en primeras nupcias con Leonor de Villaespesa, hija de Francés de Villaespesa, canciller mayor del de Navarra desde el 20 de marzo de 1397, y de su esposa Isabel de Ursúa). Contrajo segundas nupcias ante de 1423 con Gracia Martínez de Zulueta, de quien no hubo sucesión. Le sucedió su hijo del primer matrimonio:
- Juan de Ezpeleta y Villaespesa (m. 1471), II vizconde de Val de Erro,[4] I barón de Ezpeleta, barón de Gostoro y de Amotz, señor de la villa y castillo de Peña, de Tajonar, Torres y merino mayor de Pamplona.[5]

Casó en primeras nupcias, en 1445, con Clara de Beaumont, hija de Carlos de Beaumont, alférez mayor de Navarra, hijo del infante Luis de Navarra, y de Ana de Curton. Sin descendencia de este matrimonio. Contrajo un segundo matrimonio, el 8 de agosto de 1424, con Catalina de Navarra hija del mariscal real y II vizconde de Muruzábal, Felipe de Navarra —hijo del infante Leonel de Navarra, hijo, a su vez, del rey Carlos II de Navarra—, y de su mujer Juana de Peralta. Le sucedió su hijo:
- Juan de Ezpeleta (m. 1514), III vizconde de Val de Erro,[4] II barón de Ezpeleta, barón de Gostoro y de Amotz y señor de la villa y castillo de Peña, de Tajonar, Torres, Luzaide, Berriozar y otros lugares.[8]

Casó con Juana de Echauz, hija de Felipe de Echauz, vizconde de Baigorri. Le sucedió su hijo:
- León de Ezpeleta y Echauz (m. 1532), IV vizconde de Val de Erro,[4] III barón de Ezpeleta, barón de Gostoro y de Amotz y señor de la villa y castillo de Peña, de Tajonar, Torres, Luzaide, Berriozar y otros lugares.[8]

Casó con Antonia de Góngora. Le sucedió su hijo:
- Francisco de Ezpeleta y Góngora (m. 1551), V vizconde de Val de Erro,[10] IV barón de Ezpeleta, barón de Gostoro y de Amotz y señor de la villa y castillo de Peña, de Tajonar, Torres, Luzaide, Berriozar y otros lugares.[11]

Casó, en 1558, con Engracia de Luxa, hija de Juan, barón de Luxa, Ortabat, etc. y de Isabel de Gramont. Le sucedió su hijo:
- Pedro de Ezpeleta y Luxa, VI vizconde de Val de Erro,[12] V barón de Ezpeleta, señor de la villa y castillo de Peña, de Tajonar, Torres, Luzaide, Berriozar, Ogorbide, Araya, Orazaqui y de los palacios de Ezpeleta, Mixa y otros lugares. [14]

Casó, en 28 de mayo de 1599, con María de la Motte de Castelnau, hija de Francisco de la Motte, barón de Castelnau, etc. y de su esposa, María de Balaguer de Noailhan. Le sucedió su hijo:
- Beltrán de Ezpeleta la Motte, VII vizconde de Val de Erro,[12] VI barón de Ezpeleta, barón de Gostoro y de Amotz, y señor de la villa y castillo de Peña, de Tajonar, Torres, Luzaide, Berriozar y otros lugares y maestre de campo.[16][17]

Casó en Pamplona, el 20 de agosto de 1625, con María de Góngora, hija de Antonio de Góngora y Goñi, señor de Góngora y otros lugares, y de su esposa, María Ruiz de Vergara. Le sucedió su única hija:
- Jerónima Alodia de Ezpeleta y Góngora (m. 13 de diciembre de 1670), VIII vizcondesa de Val de Erro,[12] VII baronesa de Ezpeleta, de Amotz y Gostoro, señora de la villa y castillo de Peña, de Tajonar, Torres, Luzaide, Berriozar Ogorbide, Araya, Orazaqui, y de los palacios de Ezpeleta, Mixa y otros lugares.[19]

Casó con Gaspar de Enríquez de Lacarra y Navarra, I conde de Ablitas, hijo de Pedro de Álava y Esquivel y de Lupercia Enríquez de Lacarra-Navarra, IX señora de Ablitas. Le sucedió su hijo:
- Pedro Enríquez de Lacarra-Navarra y Ezpeleta (m. 1700), IX vizconde de Val de Erro, II conde de Ablitas y VIII barón de Ezpeleta.[17]

Casó con Ignacia de Echarri. Sin descendencia, le sucedió su sobrino, hijo de su hermana Lupercia Enríquez de Lacarra-Navarra y Ezpeleta casada con Joaquín Francisco de Aguirre y Alava y Santamaría, I conde de Ayanz:
- Pedro José de Aguirre y Enríquez de Lacarra-Navarra, X vizconde de Val de Erro y II conde de Ayanz.[21]

Casó con Onoria Abarca y Velasco, hija del teniente general Juan de Abarca, conde de la Rosa. Le sucedió su hijo:
- José Joaquín de Aguirre y Abarca, XI vizconde de Val de Erro y III conde de Ayanz y mariscal de Campo de los reales ejércitos.[22]

Casó con Josefa Teresa Enríquez de Lacarra Cervantes. Le sucedió su hijo:
- José María de Aguirre y Enríquez de Lacarra-Navarra (m. 1764), XII vizconde de Val de Erro y IV conde de Ayanz.

Casó con Beatriz de Veráiz y Magallón. Le sucedió su hija:
- Joaquina Regalada de Aguirre y Veráiz de Enríquez de Lacarra-Navarra (Tudela, 1756-1823), XIII vizcondesa de Val de Erro, XII baronesa de Ezpeleta y V condesa de Ayanz.[23]

Casó, en Pamplona, el 14 de junio de 1772, con Fausto Joaquín de Elío y Alduncín, IV marqués de Vessolla, señor de Elío, de Bértiz, de Eriete, Iguzquiza, Artieda, Subizar, Aderis, Orendáin, Learza, Nogués y Zugasti. Era hijo de Francisco Joaquín de Elío y Robles, III marqués de Vesolla, y de su esposa María Teresa de Alduncín y Larreta, hija de Joaquín de Alduncín y Bértiz, merino mayor de Pamplona, y de María Nicolasa de Larreta y Echeverría. Le sucedió su hijo:
- Fausto Joaquín María de Elío y Aguirre (Pamplona, 14 de julio de 1776-Pamplona 15 de octubre de 1825) XIV vizconde de Val de Erro, V marqués de Vessolla,  VI conde de Ayanz,[26]  XIII barón de Ezpeleta de Amoz y Gostoro, VIII señor de Eriete, de Elío, Eriete, Igúzquiza, Artieda, Subizar, de la Villa de Castillo de la Peña, Berriozar, Tajonar, de Gostoro, de Amoz y de Noáin.

Casó en Pamplona, el 6 de mayo de 1796, con María Isabel Jiménez-Navarro y Hurtado de Mendoza (Córdoba, 1778-Pamplona, 14 de mayo de 1843). Le sucedió su hijo:
- Francisco Javier de Elío y Jiménez-Navarro (Pamplona, 20 de noviembre de 1800-Pamplona, 7 de julio de 1863), XV vizconde de Val de Erro, VI marqués de Vessolla, V marqués de las Hormazas,[26] VII conde de Ayanz,  XIV barón de Ezpeleta de Amotz y Gostoro, señor de Elío, Eriete, Igúzquiza, Artieda, Subizar, Ayanz, Bértiz y del Palacio de Berriozar, señor de la Villa de Castillo de la Peña, Berriozar, Tajonar en Navarra, maestrante de Sevilla, senador Vitalicio, prócer del Reino y gentilhombre de cámara del rey.

Casó, en Tafalla, el 29 de septiembre de 1825, con María Micaela de Mencos y Manso de Zúñiga (Santo Domingo de la Calzada, 1801-11 de diciembre de 1889). Le sucedió su hijo:
- Fausto León de Elío y Mencos (28 de junio de 1827-Pamplona, 23 de diciembre de 1901), XVI vizconde de Val de Erro, VII marqués de Vessolla, VIII conde de Ayanz, IV marqués de Fontellas, señor de Bértiz, jefe de la casa de Elío, de la de Ezpeleta y de las antiguas de Enríquez de Lacarra-Navarra, Esparza, Artieda, Vélaz de Medrano, Alduncín, Bértiz, Jaureguízar y Subízar, coronel de caballería carlista, ayudante del general Joaquín Elío y Ezpeleta, alcalde de Pamplona y senador del Reino por Navarra en 1872.

Casó en 1848, con María Josefa de Magallón y Campuzano (1830-Pamplona, 13 de agosto de 1899). Le sucedió su hijo por cesión en 1890:
- Luis Joaquín de Elío y Magallón, XVII vizconde de Val de Erro, caballero de la Orden de Calatrava.

Casó con Luisa de Aragón y Barroeta-Aldamar. Sin descendencia, le sucedió su sobrino en 1928:
- Rafael de Elío y Gaztelu (Pamplona, 12 de julio de 1895-Sevilla, 5 de marzo de 1975[27]), XVIII vizconde de Val de Erro,[28] XI conde de Ablitas, IX marqués de Vessolla y maestrante de Sevilla.

Casó el 6 de enero de 1940 con María Inés de Gaztelu y Elío (Pamplona, 15 de abril de 1915-Pamplona, 12 de enero de 2003), II duquesa de Elío, grande de España y IV marquesa de la Lealtad. Le sucedió en el título paterno, en 1976, su hijo:
- Francisco Xavier de Elío y de Gaztelu (Pamplona, 27 de enero de 1945-Pamplona, 23 de junio de 2016[30]) XIX vizconde de Val de Erro,[31] X marqués de Vessolla,[32] XIII conde de Ablitas, III duque de Elío, grande de España,[27] XI conde de Ayanz —heredado de su tía paterna Isabel de Elío y Gaztelu (1896-1986) X condesa de Ayanz—, V marqués de la Lealtad y XI marqués de Góngora —este último título heredado de su tía materna María Teresa de Gaztelu y Elío—.

Casó, el 13 de octubre de 1976, con María del Pilar Aguilera y Narváez, XV condesa de Foncalada. Sin descendencia, le sucedió en 2017 su hermana:
- Inés de Elío y de Gaztelu (Pamplona, 1941-Sevilla, 2020), XX vizcondesa de Val de Erro,[33] XI marquesa de Vessolla,[34]  IV duquesa de Elío grande de España, XIV condesa de Ablitas y XII marquesa de Góngora (desde 2009 por cesión de su hermano Francisco Xavier de Elío y de Gaztelu).

Casó en Pamplona el 22 de agosto de 1963 con Antonio Mendaro y Maestre (Sevilla, 1934-Sevilla, 2007) caballero de la Orden de Malta. Le sucedió su hijo:
- Santiago Mendaro y Elío (n. Pamplona, 1964), XXI vizconde de Val de Erro,[35] V duque de Elío, grande de España,[36] y XII marqués de Vessolla.[37]